# 1922 na política

## Eventos
- 29 de Janeiro - Eleições legislativas em Portugal.

- 2 de Fevereiro - Afonso Costa, que se encontrava em Paris, foi convidado pelo Presidente da República para formar Governo em Portugal. O político recusa o convite.

- 6 de Fevereiro - Constituição do Governo português chefiado por António Maria da Silva.

- 15 de Fevereiro - Primeira sessão do Tribunal Permanente de Justiça Internacional, precursor do Tribunal Penal Internacional.

- 28 de Fevereiro - O Egito se torna independente.

- 1 de Março - Artur Bernardes eleito presidente da República brasileira.

- 8 de Março - José Sánchez Guerra y Martínez substitui Antonio Maura y Montaner como presidente do governo de Espanha.

- 25 de Março - Fundado em Niterói o Partido Comunista Brasileiro (PCB).

- 3 de Julho - Prisão do Marechal Hermes da Fonseca presidente do Clube Militar e ex-presidente da República brasileira.

- 5 de Julho - Levantes na Vila Militar, Escola Militar e Forte de Copacabana. Marcha de revoltosos do forte pela praia de Copacabana, em episódio conhecido como os "18 do Forte".

- 6 de Setembro - Oficializada a letra do Hino Nacional Brasileiro, composta por Osório Duque Estrada.

- 7 de setembro - 100 anos da Independência do Brasil.

- 11 de outubro - É assinado o Armistício de Mudanya, que põe fim à Guerra de independência turca. A Grécia só assinaria a 14 de outubro.

- 28 de Outubro - Marcha sobre Roma dos camisas negras comandados por Benito Mussolini, do Fascio di Combattimento, o partido fascista italiano.

- 31 de Outubro - Benito Mussolini torna-se Primeiro-ministro da Itália.

- 1 de novembro - Extinção do Império Otomano com a abolição do cargo de sultão pela Grande Assembleia Nacional da Turquia; a república seria oficialmente proclamada em 29 de outubro de 1923.

- 15 de Novembro - Posse de Artur Bernardes como presidente da República do Brasil.

- 25 de Novembro - Borges de Medeiros é reeleito presidente do Rio Grande do Sul

- 30 de Dezembro - Formação da União Soviética (URSS).

- Manuel García Prieto substitui José Sánchez Guerra y Martínez como presidente do governo de Espanha.

## Nascimentos
| Data           | Nome                | Profissão                                       | Nacionalidade           | Observações              | Ref   |
| -------------- | ------------------- | ----------------------------------------------- | ----------------------- | ------------------------ | ----- |
| 9 de janeiro   | Ahmed Sékou Touré   | presidente da República da Guiné de 1958 a 1984 | França (Guiné francesa) | m. 1984                  |       |
| 17 de janeiro  | Luis Echeverría     | presidente do México de 1970 a 1976             | México                  |                          |       |
| 22 de janeiro  | Leonel Brizola      | político                                        | Brasil                  | m. 2004                  |       |
| 1 de março     | Yitzhak Rabin       | político e Primeiro-ministro de Israel          | Israel                  | m 1995 Nobel da Paz 1994 | [ 1 ] |
| 14 de maio     | Franjo Tuđman       | presidente da Croácia de 1990 a 1999            | Reino da Iugoslávia     | m. 1999                  |       |
| 24 de agosto   | René Lévesque       | estadista                                       | Canadá                  | m. 1987                  |       |
| 18 de novembro | Luis Somoza Debayle | presidente da Nicarágua de 1956 a 1963          | Nicarágua               | m. 1967                  |       |
| 31 de dezembro | Antonio Tito Costa  | político, advogado e escritor                   | Brasil                  |                          |       |

## Mortes
| Data        | Nome           | Profissão                                              | Nacionalidade | Observações | Ref |
| ----------- | -------------- | ------------------------------------------------------ | ------------- | ----------- | --- |
| 28 de abril | Paul Deschanel | presidente da França em 1920                           | França        | n. 1855     |     |
| 7 de maio   | Urbano Santos  | político e Vice-Presidente do Brasil entre 1914 e 1918 | Brasil        |             |     |